# Arthur Schwab
Arthur Tell Schwab (Börtewitz, 1896. szeptember 4. – Siglingen, Heilbronn járás, Baden-Württemberg, 1945. február 27.) olimpiai ezüstérmes svájci atléta.

## Pályafutása
Ezüstérmesként zárt az 1934-es Európa-bajnokságon 50 kilométeren. Két évvel később, ugyanezen a távon az olimpián is ezüstérmes volt; a célban kevesebb, mint két perccel maradt alul a győztes Harold Whitlock mögött.
Fia, Fritz Schwab szintén sikeres gyalogló volt, két olimpiai érmet is nyert sportjában.

## Egyéni legjobbjai
- 10 kilométeres gyaloglás - 46:02 (1936)
- 50 kilométeres gyaloglás - 4.31:32 (1935)